# Iríni Kassimáti
Iríni Kassimáti (grec moderne : Ειρήνη Κασιμάτη) est une femme politique grecque.

## Biographie
Aux élections législatives grecques de janvier 2015, elle est élue députée au Parlement grec sur la liste de la SYRIZA dans la deuxième circonscription du Pirée.